# Katharina von Navarra
Katharina von Navarra (französisch Catherine de Navarre, spanisch Catalina de Navarra; * 1470; † 12. Februar 1517 in Mont-de-Marsan) war von 1483 bis 1517 Königin von Navarra, zudem Gräfin von Foix und Bigorre, Vizegräfin von Béarn und Kofürstin von Andorra.

## Leben
Sie war die Tochter Gastons de Foix, Fürst von Viana, und Madeleine de France, der Schwester des französischen Königs Ludwig XI., sowie die Schwester von Franz Phoebus, König von Navarra 1479 bis 1483. Nach dem Tod ihres Bruders bestieg sie den Thron, stand allerdings bis 1494 unter der Regentschaft ihrer Mutter.
Am 14. Juli 1484 heiratete sie in Orthez Jean d’Albret, und beide wurden im selben Monat in Pamplona, der Hauptstadt Navarras, gekrönt. Ihre Herrschaft wurde jedoch von ihrem Onkel Johann von Foix, Vizegraf von Narbonne, angefochten. Als Begründung gab Johann das Salische Recht an, das jedoch in Navarra nie angewandt worden war.
Johann von Foix konnte sich nicht durchsetzen, der von ihm ausgelöste Krieg dauerte bis 1497 und endete zugunsten Katharinas mit einem Friedensschluss in Tarbes, bei dem Johann seine Ansprüche aufgeben musste. Er starb 1500. 1505 heiratete Ferdinand II., König von Aragón, Johanns Tochter Germaine de Foix, eine Nichte des französischen Königs Ludwig XII., aus politischen Gründen, die die Beziehungen zu Frankreich, aber kaum zu Navarra betrafen. Nachdem Johanns einziger Sohn, Gaston de Foix, Herzog von Nemours, am 11. April 1512 in der Schlacht bei Ravenna gefallen war, ließ Ferdinand II. durch Fadrique Álvarez de Toledo, 2. Herzog von Alba, erst Pamplona (am 25. Juli) und dann ganz Obernavarra besetzen. Da Papst Julius II. die Usurpation sanktionierte und die navarresischen Cortes 1513 zustimmten, war Navarra südlich der Pyrenäen verloren. Seitdem ist Obernavarra Bestandteil Spaniens.

## Nachkommen
Katharina und Jean d’Albret hatten 13 Kinder, darunter:
- Heinrich II. (* 18. April 1503; † 29. Mai 1555),[3] Titularkönig von Navarra
- Isabeau d’Albret, * 1513/14, Infantin von Navarra, spätere Ehefrau von René I. Vizegraf von Rohan und Großmutter von Henri II. de Rohan und Benjamin de Rohan